# SABIC
A SABIC (Saudi Arabian Basic Industries Corporation) szaúd-arábiai nagyvállalat, mely főként a vegyipar területén működik, a kőolaj finomítása után fennmaradó melléktermékeket használja fel. Az 1976-ban, királyi rendelettel létrehozott cég jelen van a műanyagiparban, a vegyiparban, az acéliparban és földgázzal is foglalkozik. A SABIC 2007-ben 11,6 milliárd dollárért felvásárolta a General Electric műanyag alapanyagokat gyártó vállalatát, a GE Plastics-ot, mely világszerte 10 000 embert foglalkoztat.  Ezen kívül a vállalatnak hat nagy ága van, a Chemicals (kémiai anyagok), Polymers (polimerek), Performance Polymers (kiemelkedő teljesítményű polimerek), Fertilisers (műtrágyák) és Metals (fémek). A vegyipar területén a legnagyobb konkurenciái közé tartozik a BASF és a Bayer.

## Története
A SABIC-ot 1976-ban, királyi rendelettel hozták létre, hogy a kőolajtermelés melléktermékeit felhasználva különböző kémiai alapanyagokat, polimereket és műtrágyákat gyártson. Központja Rijád városában található. Az 1970-es években megkezdődött az infrastruktúra kiépítése és a gyárak telepítése. A termelést 1983-ban indították be. 1985-ben 6,3 millió tonna volt a termelésük, 2012-ben 69 millió tonna.
A vállalat 70%-ban állami tulajdonú, 30%-ban magánbefektetőké. Elnöke Szaúd bin Abdullah bin Tonajan Ál Szaúd herceg. Rijádon kívül Dammam és Al-Dzsubail városaiban van nagyobb központja. Európai központja kezdetben a hollandiai Sittardban volt, innen 2024-ben Amszterdamba költöztek.
2011-ben a vállalat 7,8 milliárd dollár profitot termelt.
2020-ban a Saudi Aramco vállalat 70% részesedést szerzett a SABIC-ban.

## Üzletágak

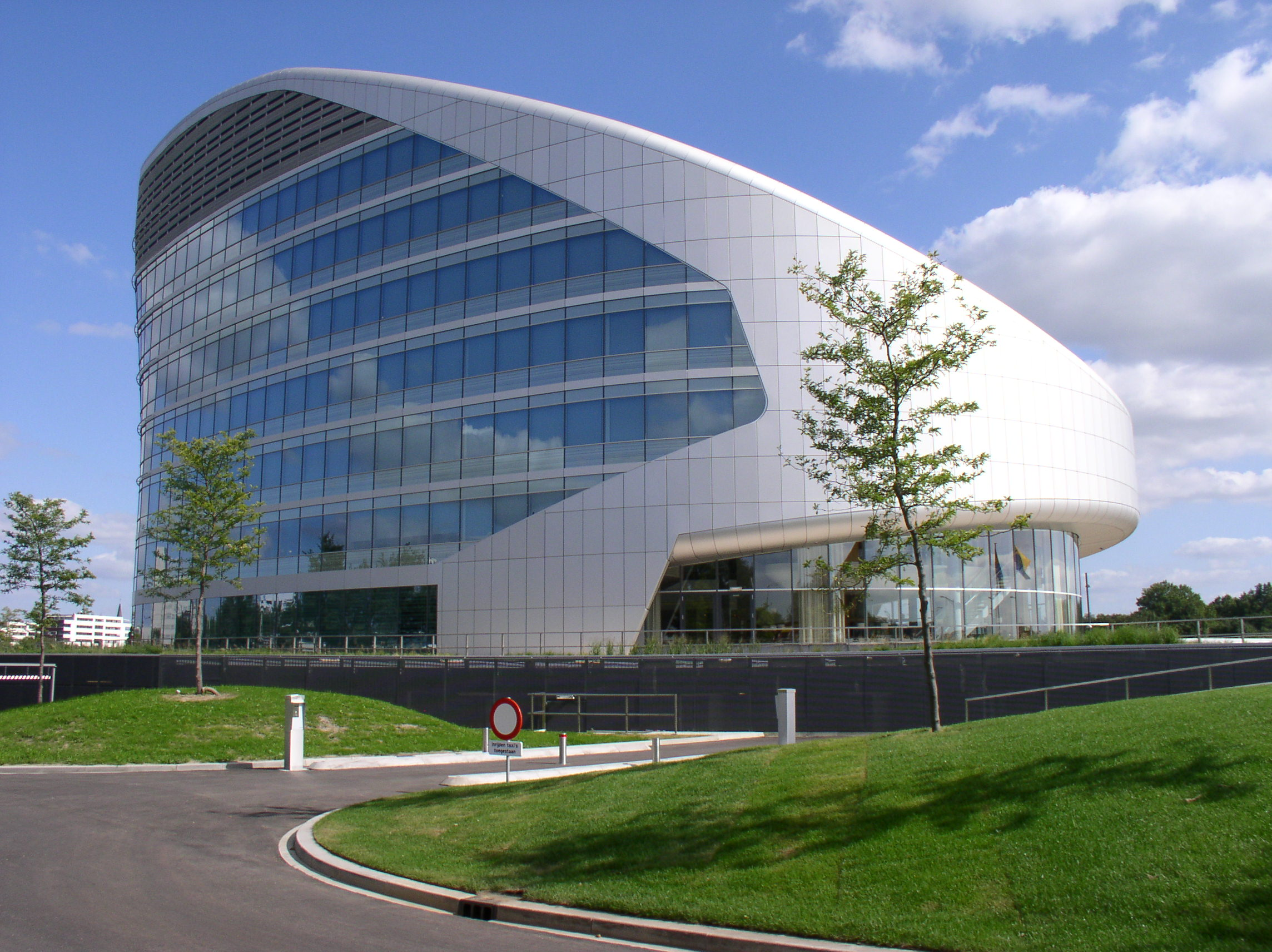
A SABIC korábbi európai központja Sittardban

- Kémiai anyagok (Chemicals Business Unit)
- Polimerek (Polymers Business Unit): közszükségleti (commodity) műanyagokat gyárt (pl. PVC, polietilén)
- Műtrágyák (Agri-Nutrients Business Unit)
- Fémek (Metals Business Unit)
- Kiemelkedő teljesítményű polimerek (Performance Polymers): SABIC Specialties

### Vállalatok
- Hadeed
- Ibn Sina
- Ibn Zahr
- Sadaf
- GAS
- Petrokemya
- Kemya
- Ar-razi
- Al-Bayroni
- Yanpet
- Ibn Rushd
- Sharq
- Ibn Hayyan
- Safco
- Jubail United
- Tayf
- YANSAB
- Saudi Kayan
- SABIC Europe
- SABIC Specialties

#### SABIC Innovative Plastics, SABIC Specialties

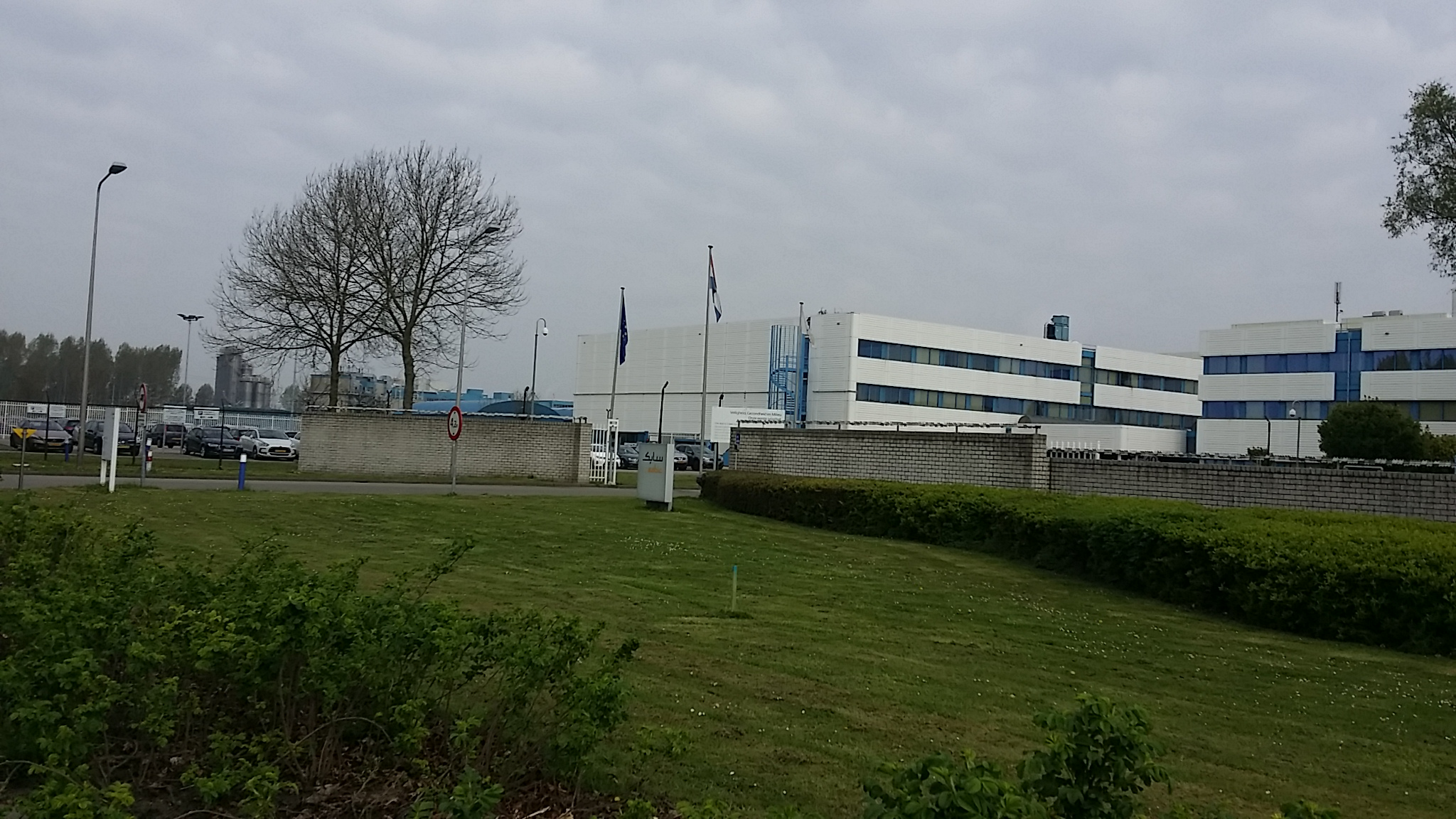
A SABIC Petchem és Specialties üzeltágak közösen használt főépülete Bergen op Zoomban

A SABIC, amikor felvásárolta a GE Plastics-ot, annak nevét SABIC Innovative Plastics-ra (SABIC IP) változtatta. A cég különálló üzletágként, a régi munkaerővel és vezetéssel működött tovább, székhelye a hollandiai Bergen op Zoomban volt. A SABIC IP, korábbi GE-s fejlesztéseinek köszönhetően olyan nagy teljesítményű, úgynevezett műszaki műanyag alapanyagokat (engineering plastics) gyártott, mint a Lexan (polikarbonát), Ultem (poliéterimid), Cycolac (akrilnitril-butadién-sztirol), melyeket hasznosítanak például a telekommunikációban (Nokia, Motorola), az autóiparban (Opel, Honda, BMW), az egészségügyi iparban (orvosi eszközök, diagnosztikai gépek), készítenek belőlük elektronikai termékeket (televízió, háztartási gépek), sporteszközöket, optikai tárolóeszközöket (CD, DVD), kontakt- és szemüveglencséket, biztonsági felszereléseket stb. Lexant és Ultemet használnak például a repülőgépgyártásnál és az űrkutatásban is (Neil Armstrong például Lexanból készült sisakot viselt a holdra szálláskor), Lexan-nal lehet üveget helyettesíteni, erős anyaga miatt akár golyóálló ablakokat, szélvédőket is gyártanak belőle, de használják a hadiiparban is. A Lexan a SABIC IP legtöbbet eladott granulátuma volt, 1953 óta több mint 10 milliárd tonnát adtak el belőle, évente pedig csaknem egy millió tonnát gyártottak.
2018 és 2020 között a SABIC önálló üzletággá szervezte át a korábbi Innovative Plasticsot „Specialties” néven, továbbra is Bergen op Zoomban található a központja. A gyártott alapanyagok egy része (többek között a Lexan termékcsalád) a Petchem üzletághoz került, a Specialties az Ultem, Noryl™ (PPE) és az LNP™ (töltőanyagokkal módosított keverék műanyagok; kopolimerek) anyagokra összpontosít.